# José María Riguera Montero
José María Riguera Montero (Nogueira, Ourol, 19 de septiembre de 1845-Vivero, 15 de octubre de 1922) fue un intelectual español.   

## Biografía
Hijo de Francisca Montero Fernández, de Ourol, y de Tomás Benito Riguera Losada, natural de Xermade. Fueron sus abuelos paternos Francisco Riguera de Losada y Mª Martínez Rodriguez, de Muras y Xermade, y los maternos Juan Montero López y Vicenta Fernández Cajete, ambos de Ourol.  
Inició sus estudios  de Latinidad y Humanidades en Vivero , cursó tres años de Filosofía y Letras y otros tres de Teología en el Seminario de Mondoñedo, estudios que más tarde abandonaría, según él, por falta de vocación.
En 1870 emigró a Montevideo, donde fundará el Instituto Oriental, establecimiento de enseñanza superior. Catedrático de Latinidad, escribió “Vindicación de la Gramática Castellana”, una razonada defensa del idioma nacional que le valió el acceso a la Academia Española de Uruguay. “Humilde tributo de amor”, dedicada a su madre, Francisca Montero, y “Carta abierta a Tomás Riguera Losada” son otras de sus obras.
No limitó su actividad a la enseñanza, a la defensa de nuestra lengua y al desempeño del cargo de Oficial primero en la Sala de lo Criminal, sino que, en tanto, tras seis  años de estudio en la Facultad de Derecho y Ciencias Sociales de la Universidad de Montevideo, alcanza el grado de Doctor.
Fue Presidente, en un principio, y asesor, más tarde, de la primera Asociación de Socorros Mutuos establecida en Uruguay. Fundador y Presidente del Nuevo Casino Español; miembro de la Comisión fundadora de la Junta Central Española de Beneficencia, miembro de la Junta de fundación del Hospital Asilo- Español;  asesor de la Legación y Consulado General de España en Montevideo.
Por motivos de salud, Riguera Montero se vio obligado a regresar a Galicia. Se estableció en La Coruña, donde promovió una delegación de la sociedad “Vivero y su Comarca" y financió diversos actos culturales.